# 空中ブランコ (小説)
空中ブランコ（くうちゅうブランコ）は、奥田英朗による連作短編小説集、およびその表題作である。精神科医・伊良部シリーズの2冊目にあたる。第131回直木賞受賞作である。
以下の5編が収録されている。
- 空中ブランコ（初出：『オール讀物』2003年1月号）
- ハリネズミ（初出：『オール讀物』2003年7月号）
- 義父のヅラ（初出：『オール讀物』2003年10月号、「教授のヅラ」を加筆改題）
- ホットコーナー（初出：『オール讀物』2003年4月号）
- 女流作家（初出：『オール讀物』2004年1月号）

## 登場人物
伊良部 一郎（いらぶ いちろう）
伊良部総合病院神経科の医師。当病院副理事。注射が好きで、患者にはとりあえず注射を打つ。デブで色白。公平の制止を無視し、「自分は身軽だから」と空中ブランコに挑戦するなど大胆な性格である。
学生時代は老け顔で、同級生の中には講師と勘違いする者もいた。医学部の厄災と言われ厄介者扱いされており、大学卒業後は小児科の医師になったが、患者の子どもと同じレベルで喧嘩をすることにクレームが殺到し、神経科に転科した。大学卒業自体、秋篠宮殿下のご成婚特赦説や医師国家試験合格にフリーメーソン関与説が出るなど、成績には疑惑が残る。
マユミ
神経科の看護師。Fカップで、露出の多い服装を好む。一郎と共に往診に訪れた際は、ヒョウ柄のホットパンツを履いていた。
山下 公平（やました こうへい）
「空中ブランコ」主人公。サーカスの空中ブランコ乗り。フライヤー歴7年で、空中ブランコ担当団員のリーダー。両親共にサーカス団員だった。失敗を重ねるようになり、妻と団員に勧められ精神科を訪れる。ジャンプの失敗はパートナーによる嫌がらせだと思っている。
猪野 誠司（いの せいじ）
「ハリネズミ」主人公。渋谷界隈をシマとするヤクザ・紀尾井一家の若頭。かつては「渋谷のイノシシ」と呼ばれたこともある。箸も使えないほどの尖端恐怖症で、食事にはスプーンを使う。内縁の妻に勧められ、神経科を受診。
池山 達郎（いけやま たつろう）
「義父のヅラ」主人公。大学講師で、付属病院勤務の神経科の医師。医学部学部長に義父（妻の父）が就任し、前途洋々。一郎とは医学部時代の同級生。非常ボタンを押し逃げしたい衝動や、整然としたものを破壊したい衝動に駆られる強迫神経症。義父が一目でそれと分かるカツラを着けており、見る度に剥ぎ取りたい衝動に駆られることに悩んでいる。
坂東 真一（ばんどう しんいち）
「ホットコーナー」主人公。プロ野球選手。プロ入り10年目のベテラン三塁手。ある練習試合で若手のイケメンルーキーに変われと野次を飛ばされ、暴投して以来、一塁へまともな送球ができなくなるイップスの状況に陥る。右肩が痛いと偽って、現在は故障者として一軍から外れている。
星山 愛子（ほしやま あいこ）
「女流作家」主人公。都会の男女の心の機微を描かせたら当代一とも言われる小説家。新作執筆中に、以前も書いた内容ではないかと不安になる。丹念に取材を重ねて上梓した渾身の力作がセールス的に失敗したことから、周囲から求められる作風と真に自身が創作したいものとのギャップに、内心秘かに悩んでいる。かつて患っていた心因性嘔吐症は完治したが、2年振りに症状がぶり返し、神経科に。

## テレビドラマ

### 日本版
2005年5月27日に金曜エンタテイメント特別企画として放送されたフジテレビ制作のスペシャルドラマ。

#### あらすじ（日本版）
突然ジャンプが成功しなくなり不眠症で悩む空中ブランコのフライヤー・公平、尖端恐怖症のヤクザ・猪野、誇大妄想で自意識過剰なモデル・広美たちがそれぞれに悩みを抱え精神科医・伊良部のもとを訪れ、カウンセリングを受ける。ところが治療はいつもビタミン注射を打たれるばかりで、その後は好奇心旺盛な伊良部の奇想天外な行動により面食らう患者たちは皆ハプニングに巻き込まれていく。果たして彼らの心の病は治るのか?

#### 出演（日本版）
伊良部一郎 - 阿部寛
破天荒な治療を行うトンデモ精神科医。好奇心旺盛でよく言えば天真爛漫、悪く言えば無鉄砲。実は大病院の御曹司。
マユミ - 釈由美子
伊良部の相棒の看護師。セクシーでミニのナース服に身を包んでいる。
山下公平 - 堺雅人
空中ブランコの天才フライヤー。突然ジャンプが成功しなくなり、不眠症で悩み、一郎の元を訪れる。
安川広美 - 佐藤仁美
モデル。誇大妄想で自意識過剰なところがある。ストーカーに悩まされている。原作は『イン・ザ・プール』収録。
猪野誠司 - 遠藤憲一
ヤクザ。秋刀魚の頭の先を見ただけでも震えだすほどの尖端恐怖症。
エリ- 国分佐智子
公平の彼女。
内田 - 飯沼誠司
空中ブランコのキャッチャー。
丹羽 ‐ 光石研
羽鳥 ‐ 西川忠志
小児科医。
原口みどり ‐ 浅野麻衣子
健太の母。
原口健太 ‐ 武井証
みどりの息子。
吉安 - 松重豊
ヤクザで、通称「ヤッパのヤス」。誠司の組が敵対する組の組員。
その他 - 俵木藤汰、一青妙、隈部洋平、野口かおる、鈴木葉月、戸沢佑介、渡部彩　ほか

#### スタッフ（日本版）
- 原作 - 奥田英朗『空中ブランコ』（文藝春秋刊）
- 脚本 - 橋本裕志
- 演出 - 村上正典（共同テレビ）
- サーカス協力 - インターナショナルスーパーサーカス
- スタントコーディネーター - 釼持誠
- スタント - 伊勢田隆弘
- プロデューサー - 関口静夫、橋本芙美（共同テレビ）
- 企画 - 荒井昭博、保原賢一郎（フジテレビ）
- 制作 - フジテレビ、共同テレビ

### 韓国版
KBS 2TVとして予定放送されたバク・ヨンスン担当演出のドラマ。

#### 出演（韓国版）
パク・シニャン（予定）

#### スタッフ（韓国版）
- 原作 - 奥田英朗『空中ブランコ』（文藝春秋刊）
- 脚本 - キム・ミギョン
- 演出 - パク・ヨンスン

## 舞台
2008年4月20日より東京芸術劇場で初演。以降全国各地で上演されている。主催：テレビ朝日、電通　企画制作：アトリエ・ダンカン、電通。

### ストーリー
サーカスの花形、「空中ブランコ」のエースフライヤーとして飛び続けてきた山下公平。しかしいつの頃からか、キャッチャーの内田と息が合わずに落下を繰り返すようになってしまう。
徐々に情緒が不安定になる公平を見ていた妻・エリは、病院で診察を受けることをすすめる。訪れた伊良部総合病院の精神科で、公平の担当医になったのは同病院の御曹司・伊良部一郎。場違いに明るい声で公平を診察室に迎え入れると、問診もせずに看護師のマユミに注射を指示する。
戸惑う公平をよそにサーカスに興味津々の一郎は、次回からは往診すると興奮気味。やがて、ずっと閉ざされていたサーカス団の空間は土足で踏み入る一郎とマユミの存在によって脆くなっていた団員たちの絆、その団員達が持つ心の闇、さらにはサーカス団全体が抱える病を露呈していくのだった。

### 出演（舞台）
- 伊良部一郎 - 宮迫博之（雨上がり決死隊）
- マユミ - 佐藤江梨子
- 山下公平 - 坂元健児

### スタッフ（舞台）
- 原作 - 奥田英朗『空中ブランコ』（文藝春秋刊）
- 脚本 - 倉持裕
- 演出 - 河原雅彦

## テレビアニメ
2009年10月15日より全11話がフジテレビノイタミナ枠ほかにて放送された。『イン・ザ・プール』や『町長選挙』に収録されているエピソードを織り交ぜての映像化であり、精神科医・伊良部シリーズをアニメ化した作品である。『空中ブランコ』からは表題作を含めた全エピソードがアニメ化された。
第9回映像技術賞 映像技術奨励賞、カートゥーンズ・オン・ザ・ベイ プルチネルラ賞2010ヤングアダルト向けＴＶシリーズ部門最優秀賞を受賞。
伊良部一郎が演出上3つの姿にころころ変身するという、独自の要素が含まれており本作の特徴の一つといえる。これは、本作をアニメ化する際に、伊良部のデザインの候補をいくつか出してもらうも、どれもしっくりこず、くわえて原作にも指針となるイラストがなかったためである。シリーズディレクターの中村健治は、「読者が100人いれば100人分の伊良部像がある」とし、どの伊良部像を持つ人間にも同じ距離感を保てる見た目が良いと考えた結果、三つの姿が考案された。なお、大・中・小はシナリオごとに使い分けがなされており、大はほとんど外では登場せず、中と小が主に外で登場する営業部隊のようなものだという。
公式文献曰く『ハイブリッド・アニメーション』という実写映像を織り交ぜたアニメーションとなっており、マユミ役の杉本有美の顔と全身、また患者として登場するメインキャストの声優は、顔が実写との合成映像として部分的に出演する。なお、一部のサブキャラクターにもこの手法が使われた者もいる。福井っちこと福井謙二も、顔が実写映像との合成であり、解説役として登場する。実写部分は、声優が専用背景の中で頭に水泳帽のようなものを被って撮影が行われているという。
時間軸は、どのエピソードも2009年12月16日から12月24日にかけて描かれており、主要回ではない患者が背景に登場したり、実際に交流することがある。
インタビュー記事において「絶賛と拒否反応渦巻く」とタイトルされるほど評価には差があるようで、「ネットにおいて濃いアニメファンが強い拒否反応を示している」と記載されている。元々監督の中村は万人に合う作風でないことは想定済みで、好きな人は好きと言われるような作品作りを重視し、「50%が気に入ってくれれば良い」と考えているというが、実際の現場には「そういった声は届いていない」と語っている。また、元々はもっとファンタジックな作品だったというが、精神科というものを取り扱うところからリアルな要素を取り入れるようになり、現在の形となった。なお、原作者からの特別なオーダーはなく、アイデアは全て受け入れられた。

### 登場人物・キャスト
原作における詳細は、上部及び『イン・ザ・プール』、『町長選挙』を参照。本作における完全なモブキャラクターは、基本的にダンボールみたいなペラペラな状態で描写される。メイン患者やその周りの人物はこの描写はされないため、他の話においても物語に関係がある人物かどうかが一目でわかるようになっている。

#### 伊良部総合病院
伊良部 一郎（いらぶ いちろう）
原作と社会的地位は同様だが、エキセントリックな3つの姿を持つ演出がされている。「グフフフフ」と変わった笑い声をする。患者（自分の担当かどうかは問わない）が注射をされるのを見るのを好んでいる。これらの設定により、原作以上に掴み所のないキャラクターとなっている。
大
声 - 三ツ矢雄二
ぬいぐるみの熊の顔をした肥満体の姿。見た目は原作に近い中年体形で大柄だが、性格は一番子供っぽくて能天気。患者を迎える際は概ね、この姿であり、甲高い声で「いらっしゃーい」と迎える。ぬいぐるみの頭だが表情が変わることもある。作中の新聞に写真が掲載されたときには着ぐるみの姿で描写された。
中
声 - 三ツ矢雄二
熊の耳のカチューシャを付け眼鏡をかけた細身な青年の姿。冷静な口調で、かつ不敵な笑みを浮かべている。運動力を発揮する際にこの姿になることもある。
小
声 - 朴璐美
ブカブカの白衣に半ズボンという少年の姿をしている。演じていた朴は、「伊良部の少年時代の役」というように聞かされていたという。冷めた目付きで患者を眺め、患者の行動を楽しむような言動を見せる。伊良部（大）によく似たぬいぐるみを引きずっている。

マユミ
演・声 - 杉本有美
実写パートでは全身が描かれる。濃い目のピンクのナース服を着てハイヒールを履き、パンキッシュなアクセサリーで装っている。彼女にビタミン注射をされた相手の頭がシンボル化する。

#### メイン患者
シンボル化は作中の表現の一つであると同時に、どうやら伊良部やマユミも認識することが出来るらしい。
シンボル化の意図はDVDの解説書より。
山下 公平（やました こうへい）
演・声 - 森川智之
第1話『空中ブランコ』の患者。原作同様サーカスの空中ブランコ・フライヤー。症状は全般性不安障害による睡眠障害。
シンボル化はペンギンで、理由は鳥なのに飛べないから。
田口 哲也（たぐち てつや）
演・声 - 櫻井孝宏
第2話『勃ちっぱなし』の患者。区役所職員。症状は原作同様、陰茎強直症に悩まされる。物語における立ち回りが異なる。勃ちっぱなしの状態を隠すために室内でも常にコートを着用し、歩く際には腰を曲げる。
シンボル化はサイで、理由は「勃ちっぱなし」なイメージだから。
星山 純一（ほしやま じゅんいち）
演・声 - 三木眞一郎
第3話『恋愛小説家』の患者。ベストセラーを連発する恋愛小説家。症状は強迫神経症（心因性嘔吐症）。原作でのタイトルは『女流作家』であり、性別も女性である。本名は「鶏山」で、「星山」はペンネーム。第8話の患者・岩村とは旧知の友という設定になっている。
シンボル化は鶏で、理由は家畜のニワトリが無精卵を生み続けている（本来の生き方と異なる）から。
坂東 真一（ばんどう しんいち）
演・声 - 浪川大輔
第4話『ホットコーナー』の患者。東京ヤクルトスワローズ所属のプロ野球選手（三塁手、背番号1）。症状はイップス。
シンボル化は馬で、理由はサラブレッドは怪我をすると処分されてしまうから。
池山 達郎（いけやま たつろう）
演・声 - 平田広明
第5話『義父のアレ』の患者。大学病院の精神科医で、伊良部とは大学の同窓生。症状は強迫神経症。原作でのタイトルは『義父のヅラ』。東京ヤクルトスワローズの大ファン。
シンボル化はカメレオンで、理由はどんな人間とも合わせられないから。また、劇中では服を除いて透明化もする。
津田 雄太（つだ ゆうた）
演・声 - 入野自由
第6話『フレンズ』の患者。高校生。症状はケータイ中毒。進学する前は引きこもりで高校デビューした。
シンボル化はキツツキで、理由は携帯を扱う姿がそれに似ていると感じたため。そのためケータイを使う時に画面をくちばしで叩く。
猪野 誠司（いの せいじ）
演・声 - 高橋広樹
第7話『ハリネズミ』の患者。全国指定暴力団「紀尾井組」の若頭。症状は、秋刀魚にすら恐怖する先端恐怖症。「般若の誠司」の異名で恐れられている。スキーのゴーグルを着用することで問題を解決しようと画策する。
シンボル化はチワワで、理由はチワワの内面が繊細であることから。
岩村 義雄（いわむら よしお）
演・声 - 岩田光央
第8話『いてもたっても』の患者。スポーツ関係を中心とするルポライター。症状は強迫神経症。どんな事も何度も確認したくなる心配性で、生真面目。その症状と性格が災いし、仕事が手につかなくなり、伊良部のもとを訪れる。火事の原因にならないかなど気にするのだが、煙草が止められないヘビースモーカー。
シンボル化はアライグマで、理由はアライグマの神経質さから。
安川 ヒロミ（やすかわ ヒロミ）
演・声 - 羽多野渉
第9話『天才子役』の患者。かつて一世を風靡した元・天才子役の俳優。症状は自己愛性パーソナリティ障害。子役の頃のイメージを引きずったまま、常に笑顔で仕事をし続け周囲から呆れられる。原作でのタイトルは『コンパニオン』であり、性別も女性である。
シンボル化はアザラシ。
田辺 満男（たなべ みつお）
演・声 - 置鮎龍太郎
第10話『オーナー』の患者。通称ナベマン。「大日本新聞社」会長であり「大日本グレートパワーズ」の球団オーナー。症状はパニック症。患者では唯一、動物へのシンボル化がされていないが実年齢の外見ではなく若者の姿になった。どうやら珍しいことのようで、伊良部とマユミも不思議がっていた。フラッシュバックの影響で時間軸が一致せず、伊良部が老人と言った時も自分のことを言われていると理解していなかった。
津田 英雄（つだ ひでお）
演・声 - 古谷徹
最終話『カナリア』の主要人物。『フレンズ』の患者、津田雄太の父でもある、伊良部総合病院の救命救急科副部長。症状は表示されず、伊良部からは「一番厄介な普通の人」と評される。家族の問題を相談するために伊良部の元を訪れたのだが、患者でもないのに注射を刺されてしまう。家庭を顧みず、仕事に逃げている。

#### その他
福井っち（ふくいっち）
演・声 - 福井謙二（フジテレビアナウンサー）
本作品における独自の解説役。用語や症状・症例・治療方法や、現実と作中との相違を説明する。登場する際は物語が一時停止し、画面の中のどこかから扉を開けて登場し、扉を作る時は、チェーンソーのようなもので開けることがある。

### スタッフ（アニメ）
- 原作 - 奥田英朗『イン・ザ・プール』、『空中ブランコ』、『町長選挙』（文藝春秋刊）[4]
- シリーズディレクター - 中村健治[4]
- キャラクターデザイン・総作画監督 - 橋本敬史[4]
- シリーズ構成 - 石川学[4]
- 美術デザイン - 常盤庄司[5]
- 色彩設計 - 永井留美子[5]
- CGプロデューサー - 今村幸也[5]
- CGディレクター - 森田信廣
- 撮影監督 - 山田和弘[5]
- 音響監督 - 長崎行男[5]
- 音楽 - 森英治[5]
- プロデューサー - 情野誠人、山本幸治、鷲尾天
- アニメーション制作 - 東映アニメーション[4]
- 制作 - 空中ブランコ製作委員会[4]（フジテレビジョン、アスミック・エースエンタテインメント、ソニー・ミュージックエンタテインメント、電通、東映アニメーション、文藝春秋）

### 主題歌
オープニングテーマ「Upside Down」
作詞・作曲 - 石野卓球 / 編曲・歌 - 電気グルーヴ（キューンレコード）
エンディングテーマ「Shangri-La (Y.Sunahara 2009 Remodel)」
作詞・歌 - 電気グルーヴ（キューンレコード） / 作曲 - 電気グルーヴ、Bebu Silvetti / 編曲 - 電気グルーヴ、Y.sunahara
OP、ED共に電気グルーヴが担当している。OPはCDに入っているものとアレンジが異なる。また、劇中では、「反復横飛び」「モノノケダンス」「いちご娘」といった、電気グルーヴが過去に発表した楽曲がBGMとして使用されている。

### 各話リスト
それぞれの話の原作は、EDにてクレジットされている。また、最終話「カナリア」は、「フレンズ」を原作とし、さらに発展させたアニメオリジナルである。
| 話数 | サブタイトル   | 脚本     | 絵コンテ                   | 演出                       | 作画監督                   | 放送日          |
| ---- | -------------- | -------- | -------------------------- | -------------------------- | -------------------------- | --------------- |
| 1    | 空中ブランコ   | 石川学   | 角銅博之 中村健治          | 羽多野浩平                 | 橋本敬史 草間英興          | 2009年 10月15日 |
| 2    | 勃ちっ放し     | 村山功   | うえだひでひと             | うえだひでひと             | 岡辰也 渡部穏寛 杉藤さゆり | 10月22日        |
| 3    | 恋愛小説家     | 田口智子 | 地岡公俊                   | 福本潔                     | 渡辺奈月                   | 10月29日        |
| 4    | ホットコーナー | 村山功   | 地岡公俊 千葉高雪          | 小川孝治                   | 佐久間信一                 | 11月5日         |
| 5    | 義父のアレ     | 村山功   | 鈴木清崇                   | 鈴木清崇                   | 高田晃                     | 11月12日        |
| 6    | フレンズ       | 田口智子 | 角銅博之                   | 角銅博之                   | 石原恵                     | 11月19日        |
| 7    | ハリネズミ     | 石川学   | うえだひでひと             | うえだひでひと             | 岡辰也 渡部穏寛 杉藤さゆり | 11月26日        |
| 8    | いてもたっても | 村山功   | 角銅博之                   | 福本潔                     | 渡辺奈月                   | 12月3日         |
| 9    | 天才子役       | 村山功   | 貝澤幸男                   | 小川孝治                   | 佐久間信一                 | 12月10日        |
| 10   | オーナー       | 石川学   | 羽多野浩平                 | 羽多野浩平                 | 草間英興                   | 12月17日        |
| 11   | カナリア       | 石川学   | 貝澤幸男 地岡公俊 中村健治 | 貝澤幸男 地岡公俊 中村健治 | 橋本敬史                   | 12月24日        |

### 放送局
| 放送地域   | 放送局                  | 放送期間                       | 放送日時            | 放送系列                      | 備考                     |
| ---------- | ----------------------- | ------------------------------ | ------------------- | ----------------------------- | ------------------------ |
| 関東広域圏 | フジテレビ（CX）        | 2009年10月15日 - 12月24日      | 木曜 24:45 - 25:15  | フジテレビ系列                | 制作局                   |
| 近畿広域圏 | 関西テレビ（KTV）       | 2009年10月20日 - 12月29日      | 火曜 25:35 - 26:05  | フジテレビ系列                |                          |
| 中京広域圏 | 東海テレビ（THK）       | 2009年10月22日 - 2010年1月14日 | 木曜 26:05 - 26:35  | フジテレビ系列                |                          |
| 佐賀県     | サガテレビ（STS）       | 2009年10月28日 - 2010年1月13日 | 水曜 24:35 - 25:05  | フジテレビ系列                |                          |
| 山形県     | さくらんぼテレビ（SAY） | 2009年10月31日 - 2010年1月16日 | 土曜 25:05 - 25:35  | フジテレビ系列                |                          |
| 日本全域   | BSフジ                  | 2009年11月16日 - 2010年2月1日  | 月曜 24:30 - 24:55  | フジテレビ系列 BSデジタル放送 |                          |
| 長崎県     | テレビ長崎（KTN）       | 2009年11月20日 - 2010年2月12日 | 金曜 26:10 - 26:40  | フジテレビ系列                |                          |
| 日本全域   | フジテレビTWO           | 2010年7月11日 - 8月15日        | 日曜 24:30 - 25:20  | CS放送                        | 2話連続 リピート放送あり |
| 日本全域   | アニマックス            | 2011年4月7日 - 6月23日         | 木曜 22::00 - 22:30 | CS放送                        | リピート放送あり         |

- 本作から『ノイタミナ』枠が初めてBSフジでも新設された（『NOISE』枠が消滅したためそれが後継番組になっている）。
- 提供読みは三ツ矢雄二が読みあげているが、BSフジではノンスポンサーのため流れない。また、エンドカードには携帯サイトのテロップが表示されていない。

### WEBラジオ「伊良部一郎の華麗なる一日」
2009年11月20日より配信されたラジオ番組。パーソナリティは伊良部（小）役の朴璐美。ゲストの演じたキャラクターの話題を中心にしつつも、ゲストを「患者」と称して様々な観点からゲストの精神的な内面を明らかにしていく。
ゲスト
- 2009年11月20日配信第一回・ゲスト「三木眞一郎」
- 2009年12月4日配信第二回・ゲスト「平田広明」
- 2009年12月18日配信第三回・ゲスト「岩田光央」
- 2010年1月1日配信第四回・ゲスト「羽多野渉」
- 2010年1月15日配信第五回・ゲスト「高橋広樹」
- 2010年1月29日配信第六回・ゲスト「置鮎龍太郎」
- 2010年2月12日配信第七回・ゲスト「森川智之」
- 2010年2月26日配信第八回・ゲスト「櫻井孝宏」

コーナー
リザーブチェック
普通のお便りを本ラジオではこう呼ぶ。
カルテでトーク！！
ゲストへ事前に提示したアンケートを種にトークする。毎回心理テストが存在する。第一回において三木眞一郎に行われた心理テストのひとつが気に入られたため、以降毎回のゲストにおまけとして出題されるようになった。
お悩み解決！！言葉のお注射！！
リスナーからの悩みをパーソナリティ、ないしはゲストが一言で回答する。スタッフにその回答が有意義であると判定され、一定のポイントを得ると診療報酬として食べものなどの商品がもらえる。

### スピンオフ作品「妄想ブランコ」
放送と連動してケータイ向けに配信された各話に登場する患者10人を担当した声優による短編小説の朗読。

### 無料ゲーム「迷宮ブランコ」
各話の患者キャラクターが迷宮となった伊良部総合病院に置いてきた“忘れ物”を探し当て、病院を脱出するという内容のモバイルゲーム。

### フジテレビゲームセンターCX
モバイルサイト「フジテレビゲームセンターCX」よりミニゲーム(アプリ)の配信が行われた。上述の迷宮ブランコとは無関係。

## オーディオブック
2010年12月29日発売（CDがコミックマーケット79にて先行販売）、ダイスクリエイティブ。キャストはつきねこ座のメンバー。
声は、左がつきねこ座でのキャラクター名、右の括弧内が声優名。
CDという媒体のみならず、オトバンクの『FeBe』で配信されている。「ハリネズミ」「義父のヅラ」はCDには収録されておらず、『FeBe』でのみ視聴購入可能である。
伊良部
声 - J太（CV：坂巻学）
マユミ
声 - しのぶ（CV：森谷里美）
語り
声 - サトシ（CV：市来光弘）

### 空中ブランコ
公平
声 - 山本兼平
エリ
声 - のぞみ（CV：五十嵐裕美）

### ホットコーナー
真一
声 - ガイネ（CV：越田直樹）
鈴木
声 - ジュリア（CV：山本綾）

### 女流作家
愛子
声 - バーバラ（CV：桑門そら）
さくら
声 - ゆうき（CV：喜多村英梨）
麗奈
声 - さつき（CV：阿久津加菜）

### ハリネズミ
誠司
声 - 金子森
和美
声 - さつき（CV：阿久津加菜）

### 義父のヅラ
達郎
声 - うみぶた劇団員（CV：寺井智之）　　
拓也
声 - のぞみ（CV：五十嵐裕美）

## 書籍情報
- 単行本：文藝春秋、2004年4月25日発行、ISBN 978-4-16-322870-9
- 文庫本：文春文庫、2008年1月発行、ISBN 978-4-16-771102-3